# 键为碘泡虫
键为碘泡虫（学名：Myxobolus kienweiensis）为碘泡科碘泡虫属的动物。在中国，分布于四川等，营寄生生活，寄生在重口裂腹鱼的鳃、口腔、鳍、胆囊、心、肠、脾、肾、肝、膀胱。